# C21 (Namibië)
De C21 is een secundaire weg in het midden van Namibië. De weg loopt van Maltahöhe naar Hoachanas. In Kalkrand sluit de weg aan op de B1 naar Windhoek en Kaapstad.
De C21 is 157 kilometer lang en loopt door de regio Hardap.